# جوناثان ريمون
جوناثان ريمون، (بالإنجليزية: Jonathan Raymond)، المعروف باسم جون ريمون، (بالإنجليزية: Jon Raymond)، كاتب أمريكي الذي يعيش في بورتلاند.

## كتبه
- الفرح القديم، قصة، 2004
- نصف الحياة، رواية، 2004[2]
- تطبيق المحيطي، قصة، 2008
- تنين المطر، رواية، 2012
- طائر حر، رواية، 2017
- إنكار، رواية، 2022

## سيناريو
- الفرح القديم: 2006[3]

- ويندي ولوسي: 2008
- قطع ميك: 2010
- ميلدريد بيرس: 2011
- الحركات الليلية: 2013
- البقرة الأولى: 2019
- حضور: 2022
- أبناء الأرض: 2023

## الجوائز
الكتب
- كتاب نصف الحياة، أفضل كتاب في بابليشرز ويكلي: 2004
- كتاب تطبيق المحيطي، أفضل كتاب في أوريغون بوك والأكثر شراءً في بارنز أند نوبل: 2009

سيناريو
- مسلسل ميلدريد بيرس، الكتابة المتميزة، مسلسل درامي ومرشح لجائزة إيمي: 2011
- فيلم قطع ميك، رشح لجائزة هیومنیتس في مهرجان صاندانس السينمائي: 2011